# Samira Munir
Samira Munir (Pakistan, 20 settembre 1963 – Follo, 11 novembre 2005) è stata una politica norvegese di origini pakistane.

## Biografia
A partire dal febbraio 2004 lanciò una campagna contro l'uso del velo islamico. Per questo fu aspramente criticata dalla comunità degli immigrati pakistani in Norvegia e nell'ottobre 2004 fu convocata per due volte da Shahbaz Shahbaz, allora ambasciatore del Pakistan ad Oslo, per discuterene. In una occasione l'ambasciatore le ricordò che aveva ancora dei parenti in Pakistan.
Munir non si arrese, nonostante ricevesse chiamate minatorie e fosse pedinata da uomini che cercavano di aggredirla.
Munir morì l'11 novembre 2005 all'età di 42 anni schiacciata da un treno presso la stazione di Oslo. Non è mai stato chiarito con certezza se si sia trattato di suicidio o omicidio.